# Liste der Bischöfe von Strongoli
Die folgenden Personen waren Bischöfe von Strongoli (Italien):
- Madius (erwähnt 1178)[1]
- Ireneus (erwähnt 1179), möglicherweise Teilnehmer am Dritten Laterankonzil[2]
- Guillelmus (erwähnt 1246)
- Petrus I. OSB (1255–1266/67)
- Johannes (1284–1286)[3]
- Rogerius I. (1289–1290) (danach Bischof von Rapolla)
- Franciscus (1291–1297)
- Uguccionus de Spoleto OP (1297–?)[4]
- Simon
- Ruggero II. (erwähnt 1322)
- Peter II. (1330–1342)
- Thomas de Rosa OMin (1342–1351)[5]
- Alamannus (1351–?)
- Peter III.
- Raimond (Elekt)[5]
- Paolo de’ Medici OMin (1374–?)[5]
- Vito (1375–1385)
- Antonio I. (1389–?)
- Giacomo (1400–1402) (danach Bischof von Uselli)
- Peter IV. (1407–1413)
- Antonio II. (1413–?)
- Antonius de Podio OMin (1418–1429) (danach Erzbischof von Santa Severina)[5]
- Tommaso Rossi (1429–1433)
- Domenico Rossi (1433–1470)
- Nicola Balestrari (1470–?)
- Giovanni di Castello (1479–1486) (danach Bischof von Carinola)
- Giovanni Antonio Gotti (1486–?)
- Girolamo Lusco (1496–1509)
- Gaspare de Murgiis (1509–?)
  - Girolamo Grimaldi (1534–1535) (Apostolischer Administrator)
- Pietro Ranieri (1535–?)
- Girolamo Zacconi (1541–1558)
- Matteo Zacconi (1558–1565)
- Tommaso Orsini (1566–1568) (danach Bischof von Foligno)
- Timoteo Giustiniani (1568–1571)
- Gregorio Forbicini (1572–1579)
- Rinaldo Corso (1579–1582)
- Domenico Petrucci (1582–1584) (danach Bischof von Bisignano)
- Giovanni Luigi Marescotti (1585–1587)
- Claudio Marescotti OSB (1587–1590)
- Claudio Vico (1590–?)
- Marcello Lorenzi (1600–1601)
- Sebastiano Ghislieri (1601–1627)
- Bernardino Piccoli (1627–1636)
- Sallustio Bartoli (1636–1637)
- Giulio Diotallevi (1637–1638)
- Carlo Diotallevi (1639–1652)
- Martino Denti de’ Cipriani B (1652–1655)
- Biagio Mazzella OP (1655–1663) (danach Bischof von Sant'Agata de' Goti)
- Antonio Maria Camalda (1663–1690)
- Giovanni Battista Carrone (1691–1706)
- Domenico Marzano (1719–1735) (danach Bischof von Bova)
- Gaetano de Arco (1736–1741) (danach Bischof von Nusco)
- Ferdinando Mandarani (1741–1748) (danach Bischof von Oppido Mamertina)
- Domenico Morelli (1748–circa 1793)
- Pasquale Petruccelli (1793–circa 1796)